# 让-安托万·乌东

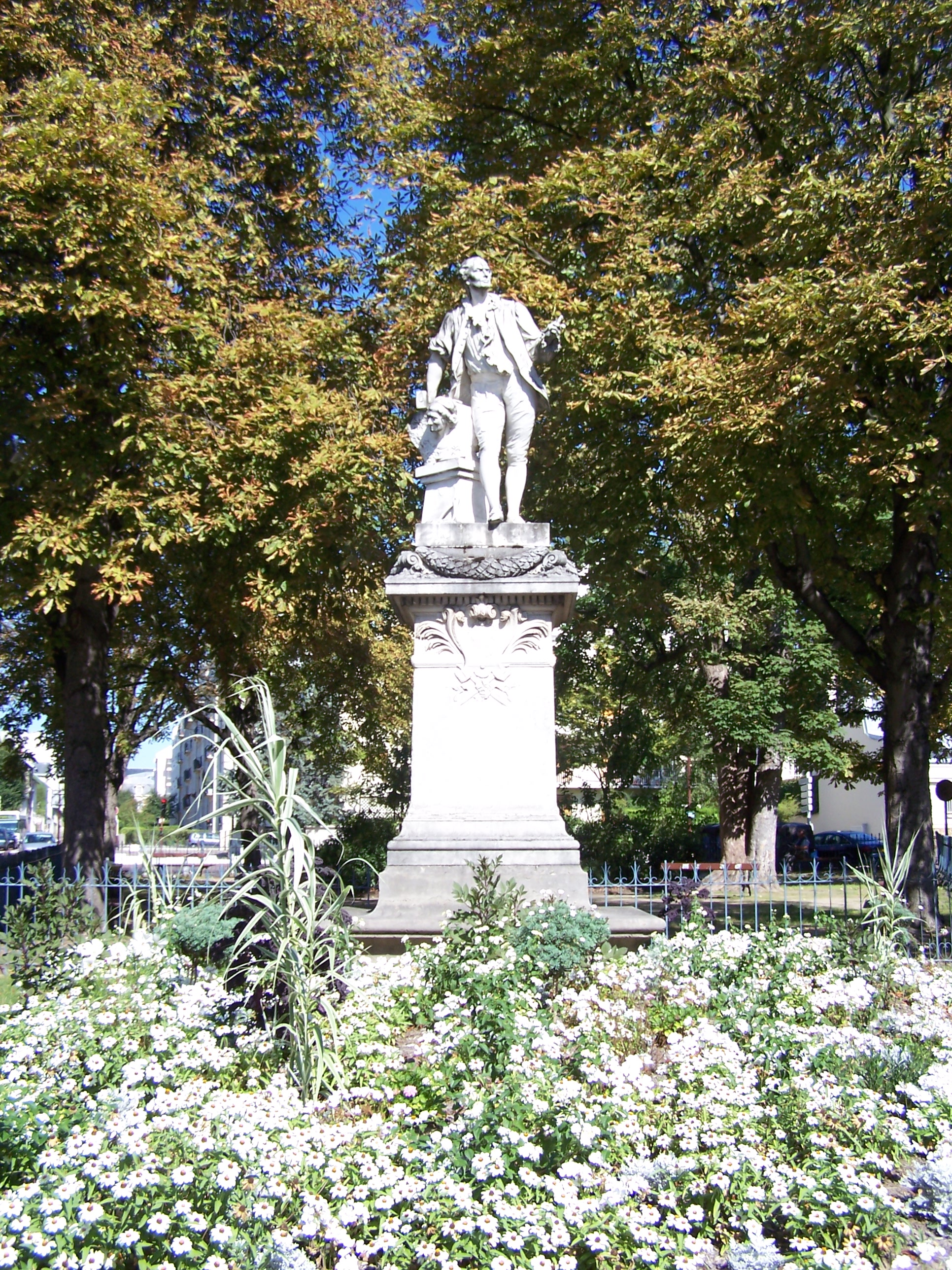
在凡尔赛的乌东雕像

让-安托万·乌东（法語：Jean-Antoine Houdon，法語發音：[ʒɑ̃ ɑ̃twan udɔ̃]；1741年3月20日—1828年7月15日）是法国新古典主義的雕塑家。

## 生平
乌东出生于巴黎附近伊夫林省的凡尔赛镇，1761年获得罗马大奖，在罗马学习期间，并没有受到文艺复兴时期雕塑的很大影响，在那里十年期间，他创作了两件著名的作品—《肌肉解剖》和为罗马的天使和殉道者圣玛丽亚教堂创作的《圣布鲁诺》雕像，前一作品已经成为艺术家们学习人体解剖的楷模。
1771年，他回到法国，被选为法兰西艺术院的院士，1778年任命为教授。由于他受到路易十六的赞赏，和宫廷关系非常密切，在法国大革命期间受到冲击，但侥幸逃过牢狱之灾，后来在执政府和法兰西第一帝国时代又重新走红。他是当时法国支持美国革命的一个共济会组织“七姐妹”的成员之一。
乌东在巴黎逝世并安葬在蒙巴萨公墓。

## 作品
乌东最著名的作品是为当时许多伟人创作的胸像雕塑，他为莫里哀、拿破仑一世、卢梭、狄德罗等人创作过雕像，并为老年的伏尔泰创作了非常传神的雕像，此外尚为当时上流社会的许多人创作过雕像。他曾经应富兰克林的邀请，到美国为华盛顿创作雕像，他的作品成为许多华盛顿雕像的原型，他也为富兰克林和杰斐逊创作了雕像。这些作品都成为这些人的典型形象流传下来。 

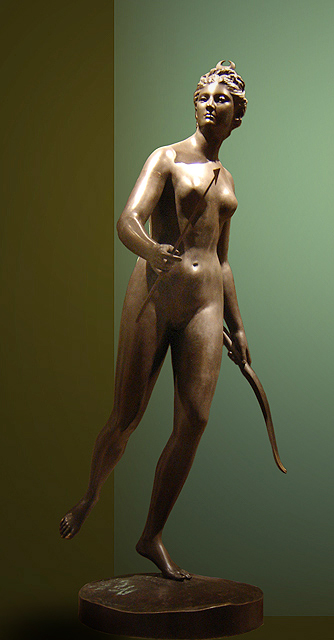
狄安娜像，藏于卢浮宫